# 2070 Humason
2070 Humason este un asteroid din centura principală, descoperit pe 14 octombrie 1964 de Goethe Link Obs..